# Силантьев, Константин Васильевич
Константи́н Васи́льевич Сила́нтьев (5 марта 1931, Дружковка — 13 марта 2005) — советский и украинский певец (бас). Народный артист УССР (1976).

## Биография
В 1953—1958 и 1975—1981 годах — солист ансамбля песни и танца Киевского военного округа, в 1958—1975 годах — солист капеллы бандуристов УССР, в 1987—1991 годах — солист Центрального ансамбля песни и пляски Западной группы войск.
В репертуаре — романсы украинских, российских и западноевропейских композиторов, народные песни, произведения советских авторов.
Жил в Киеве.
Скончался 13 марта 2005 года. Похоронен на Байковом кладбище (участок № 49б).